# Одровонж, Ян (старший)
Ян Одровонж старший из Спровы герба Одровонж (пол. Jan Odrowąż ; ум. в 1485 году) — польский шляхтич и магнат , староста львовский (с 1465), жидачевский и самборский, воевода  подольский (1477—1479) и русский(1479—1485). В общем, Яну Одровонжу принадлежало 40 владений (в основном, в Русском воеводстве), что сделало его одним из самых влиятельных землевладельцев в государстве.

## Биография
Принадлежал к роду Одровонжей. Его отцом был воевода подольский и русский Петр Одровонж, матерью — Катаржина Одровонж. Имел брата Андрея (Анджея), который также был воеводой подольским и русским, а также сестру Малгожату.
После смерти брата Андрея (1465) стал старостой львовским, а также получил родовые владения Одровонжей, среди которых были Сатанов, Сендзишув-Малопольски и Самбор. В 1477—1479 году был воеводой подольским, в 1479—1485 — воеводой русским.
Был женат на Беате Тенчинской (ум. 1517), от которой имел двух сыновей: Иеронима (впоследствии — староста самборский) и Яна Младшего (впоследствии — староста львовский, самборский, воевода белзский и русский). Умер в 1485 году.